# Spilosoma abdominalis
Spilosoma abdominalis là một loài bướm đêm thuộc phân họ Arctiinae, họ Erebidae.